# Luciobarbus guiraonis
Luciobarbus guiraonis es una especie de peces de la familia de los Cyprinidae en el orden de los Cypriniformes.
Son peces dulceacuícolas que pueden llegar alcanzar los 41 cm de longitud total.
Se encuentra en la península ibérica: desde el río Vinalopó hasta cerca del Ebro y también en las cabeceras de algunos ríos de la cuenca del Guadiana.